# Prosopocera inermis
Prosopocera inermis är en skalbaggsart som beskrevs av Aurivillius 1891. Prosopocera inermis ingår i släktet Prosopocera och familjen långhorningar.
Artens utbredningsområde är:
- Angola.
- Botswana.
- Kenya.
- Mali.
- Malawi.
- Moçambique.
- Zimbabwe.

Inga underarter finns listade i Catalogue of Life.